# Henry David Thoreau

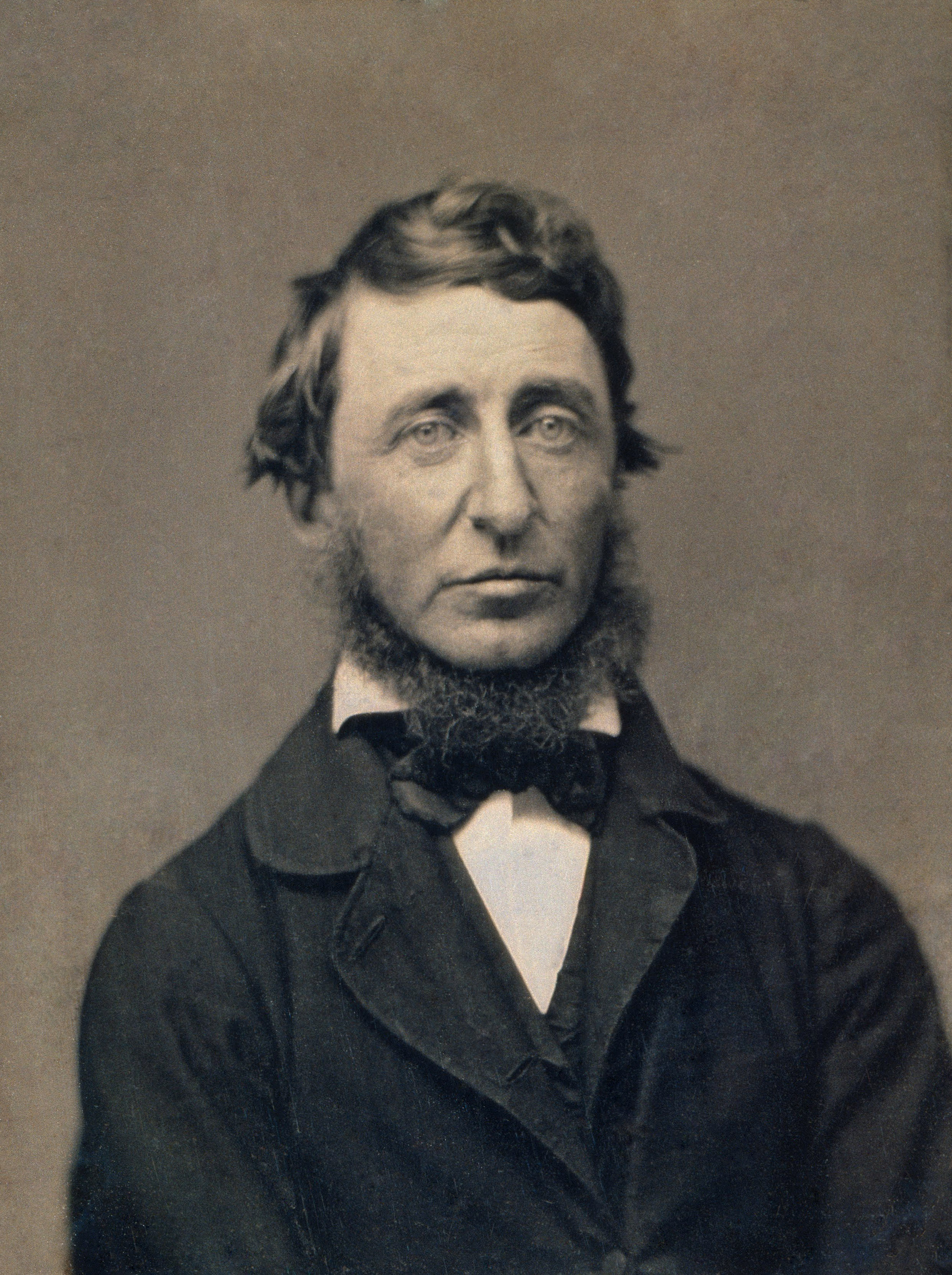
Henry David Thoreau, Fotografie von Benjamin D. Maxham, 1856

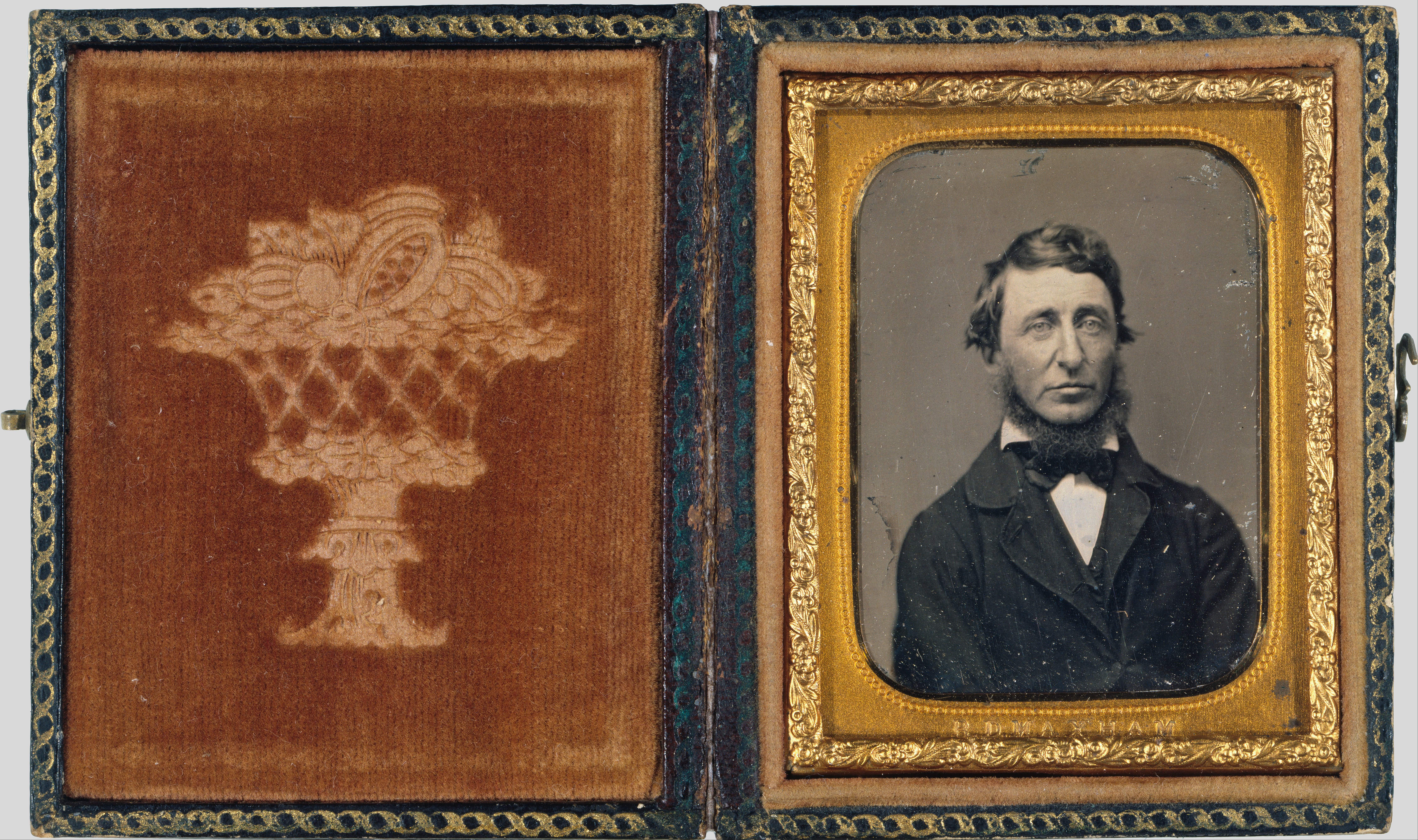
Die Original-Daguerreotypie mit Deckel

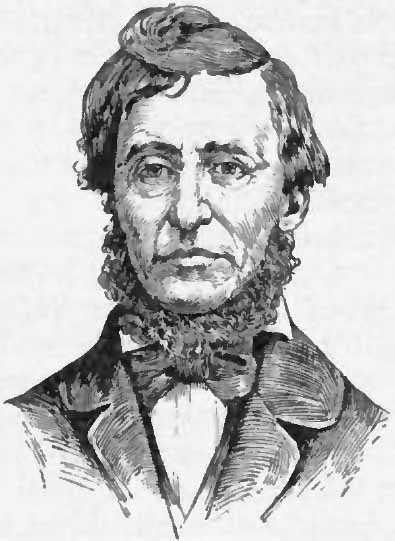
Seitenrichtige Zeichnung nach der Daguerreotypie des Porträts von Henry David Thoreau, Autor unbekannt, 1889

Henry David Thoreau [ˈθɔɹoʊ] oder [θəˈɹoʊ] (* 12. Juli 1817 in Concord, Massachusetts; † 6. Mai 1862 ebenda) war ein amerikanischer Schriftsteller, Fabrikant, Lehrer, Schulleiter, Philosoph und Harvard-Absolvent. Thoreau ist Autor des Klassikers Walden von 1854 und des Essays Über die Pflicht zum Ungehorsam gegen den Staat von 1849.

## Leben

### Frühe Jahre

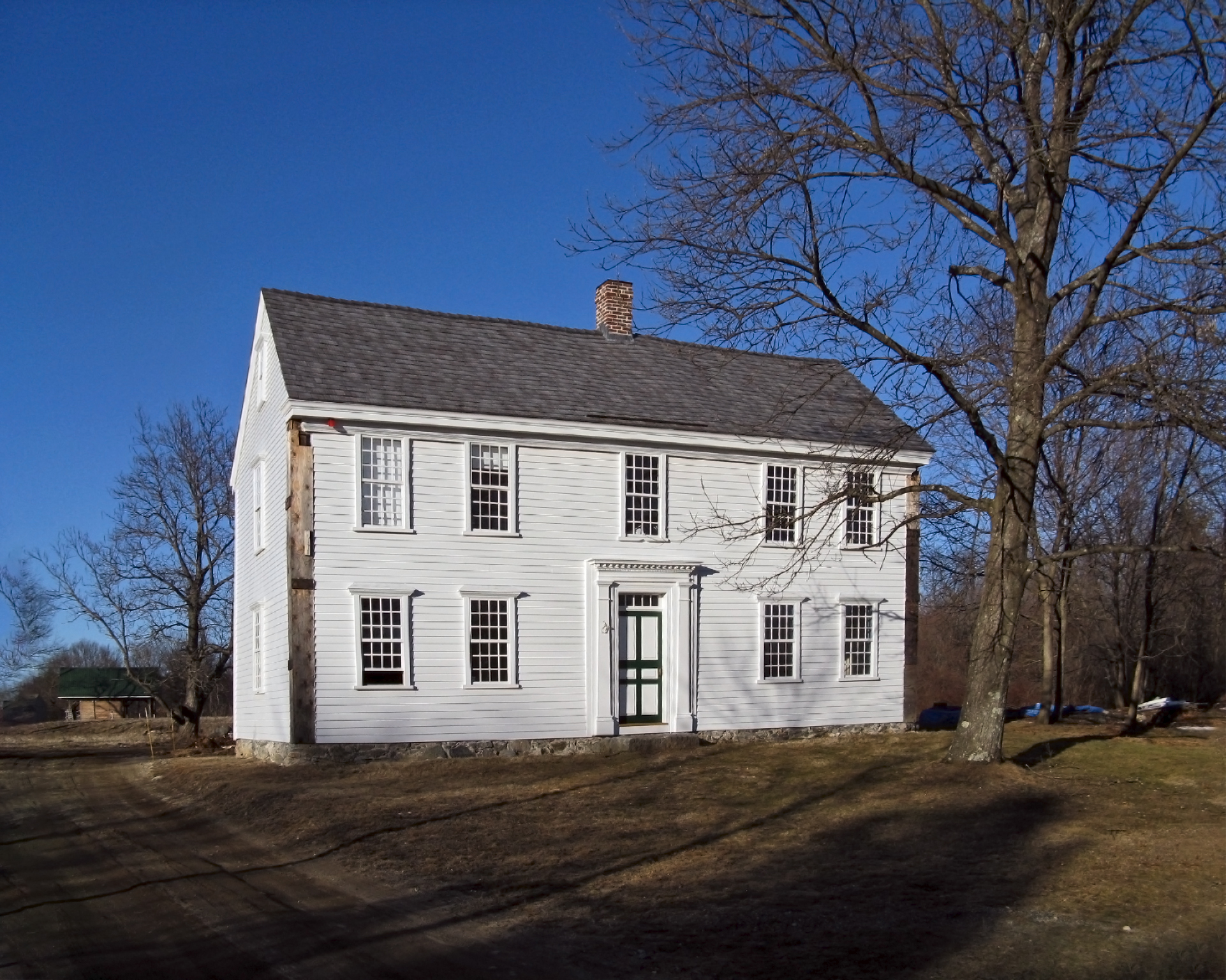
Thoreaus Geburtshaus in Concord

Thoreau wurde am 12. Juli 1817 als Sohn des Bleistiftfabrikanten John Thoreau und  Cynthia Dunbars geboren. Der Vater war ein Einwanderer mit französischsprachigen Vorfahren von der Insel Guernsey. Sein Geburtshaus, nach früheren Eigentümern als Wheeler-Minot Farmhouse bezeichnet, existiert immer noch und ist im National Register of Historic Places in Concord verzeichnet. Thoreau studierte von 1833 bis 1837 an der Harvard University und lebte die meiste Zeit seines Lebens in der Region Boston. Nach der Hochschule stieg er mit seinem Bruder in das Familiengeschäft Bleistifte ein und gründete eine eigene Fabrik.

### Tätigkeit als Lehrer
Er war für kurze Zeit als Lehrer tätig, da er jedoch „keinen Gebrauch von der unerlässlichen körperlichen Züchtigung“ machte, überwarf er sich mit der Leitung seiner Schule und quittierte seinen Dienst. 1838 gründete er mit seinem Bruder John eine eigene Privatschule. Als der Bruder 1842 an Tetanus starb, musste die Schule geschlossen werden.
Thoreau lernte 1841 Ralph Waldo Emerson kennen, der als Dichter, Unitarier und Philosoph die unitarische Bewegung des amerikanischen Transzendentalismus begründet hatte, der ein großer Kreis amerikanischer Dichter und Denker angehörte. Nach dem Tod seines Bruders lebte Thoreau zeitweilig in Emersons Haus in Concord bei Boston.

### Rückzug in die „Wälder“
Unter Emersons Einfluss entwickelte Thoreau reformerische Ideen. Am 4. Juli 1845, dem Unabhängigkeitstag, bezog Thoreau eine selbsterbaute Blockhütte (Walden Hut) bei Concord am Walden-See auf einem Grundstück Emersons. Hier lebte er etwa zwei Jahre allein und selbständig, aber nicht abgeschieden. In seinem Werk Walden. Or Life in the Woods (deutsch: Walden. Oder das Leben in den Wäldern) beschrieb er sein einfaches Leben am See und dessen Natur und integrierte auch Themen wie Wirtschaft und Gesellschaft. Das Experiment „Walden“ machte Thoreau klar, dass sechs Wochen Lohnarbeit im Jahr ausreichend sind, um seinen Lebensunterhalt zu sichern. Die verbleibende Zeit konnte er nutzen, um zu lesen, schreiben, nachzudenken und die Natur zu erkunden. Ein Autor, den er besonders schätzte und oft las, war Alexander von Humboldt. Dessen Naturbeschreibungen hatten großen Einfluss auf Thoreau.

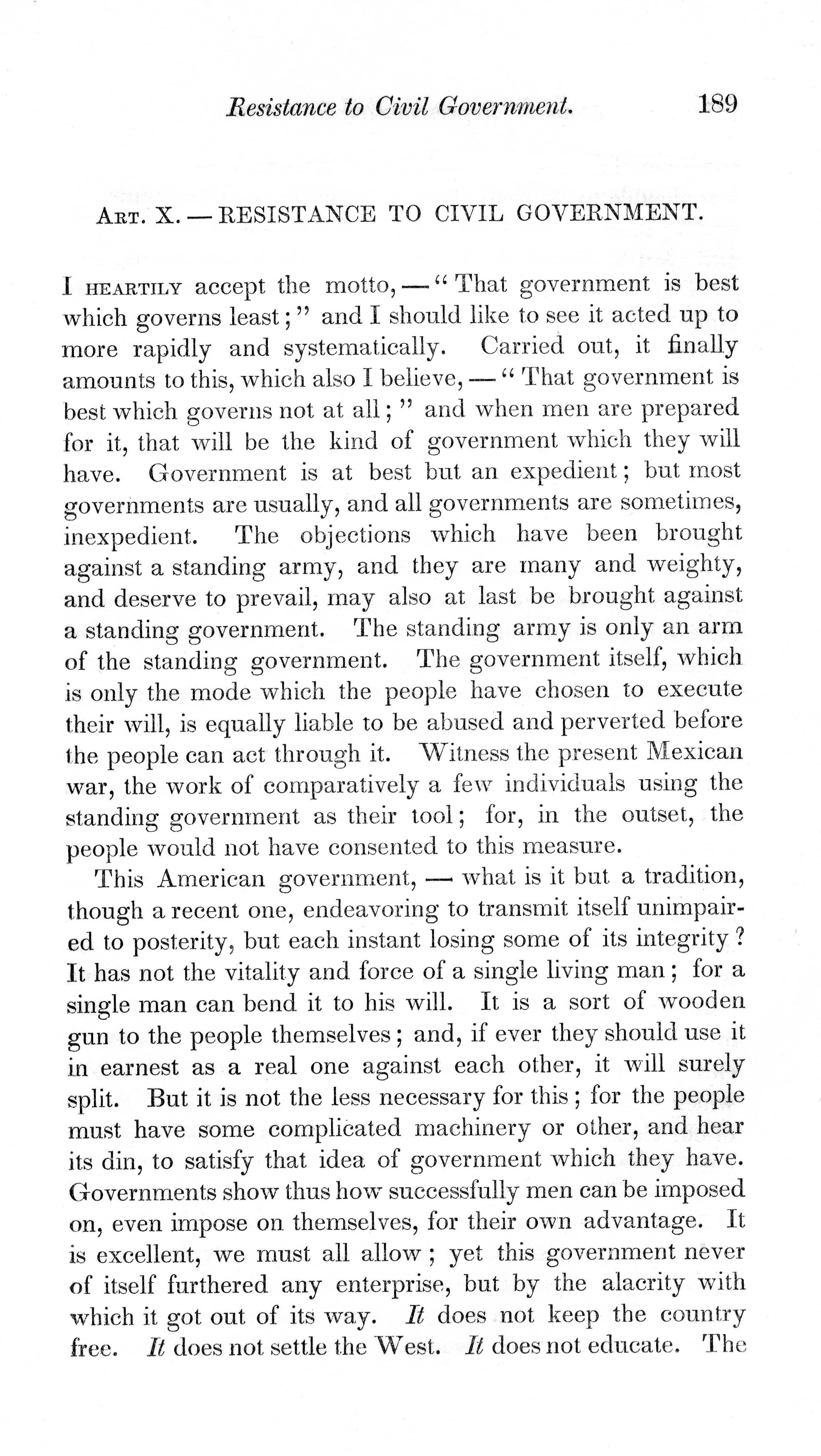
Erste Seite der ersten Druckausgabe von Resistance to Civil Government, 1849

### Thoreau als Prophet des zivilen Ungehorsams
Den 23. Juli 1846 verbrachte Thoreau im Gefängnis, weil er sich weigerte, seine Steuerschuld gegenüber Massachusetts, die Poll tax oder Kopfsteuer, zu begleichen und mit diesen Steuergeldern die amerikanische Regierung (und damit die Sklaverei und den expansiven Mexiko-Krieg) zu unterstützen. Der Krieg begann allerdings erst kurze Zeit vor Thoreaus Inhaftierung, die Steuerschulden waren deutlich älter. Die Schulden wurden beglichen; von wem, lässt sich nicht endgültig klären, und Thoreau wurde schließlich aus dem Gefängnis entlassen.
Inspiriert durch die Nacht im Gefängnis hielt Thoreau später Vorträge zu dem Grund seiner Zahlungsverweigerung. Diese Vorträge fasste er zu dem Essay Resistance to Civil Government (1849) zusammen, der unter dem späteren Titel Civil Disobedience bekannt wurde (deutsch Über die Pflicht zum Ungehorsam gegen den Staat). Die Schrift avancierte zur „Bibel“ der „Helden der Widersetzlichkeit“. Sie diente unter anderem Mahatma Gandhi und Martin Luther King als Inspirationsquelle für den gewissensgeleiteten, gewaltfreien Widerstand gegen die Obrigkeit und wirkt bis in die Gegenwart als Standardwerk und Namensgeber des zivilen Ungehorsams weiter.
Ab 1849 verdiente Thoreau seinen Lebensunterhalt als Landvermesser, Gelegenheitsarbeiter und Vortragsreisender. Dabei wetterte er immer wieder gegen soziale Ungerechtigkeit und Sklaverei. 1857 lernte er den militanten Sklaverei-Gegner und Guerilla-Kämpfer John Brown kennen, der mit seinen Anhängern einen „Privatkrieg“ gegen die Sklaverei führte und zwei Jahre später gehängt wurde. Obwohl Henry David Thoreau weiter den gewaltlosen Widerstand favorisierte, zeigte er in Essays und einem Gedicht großen Respekt vor John Brown, den er gar mit Christus verglich. Wie ernst es ihm mit der Ablehnung der Sklaverei war, bewies er, als er 1851 einem entflohenen Sklaven dazu verhalf, nach Kanada zu flüchten.

### Die letzten Jahre

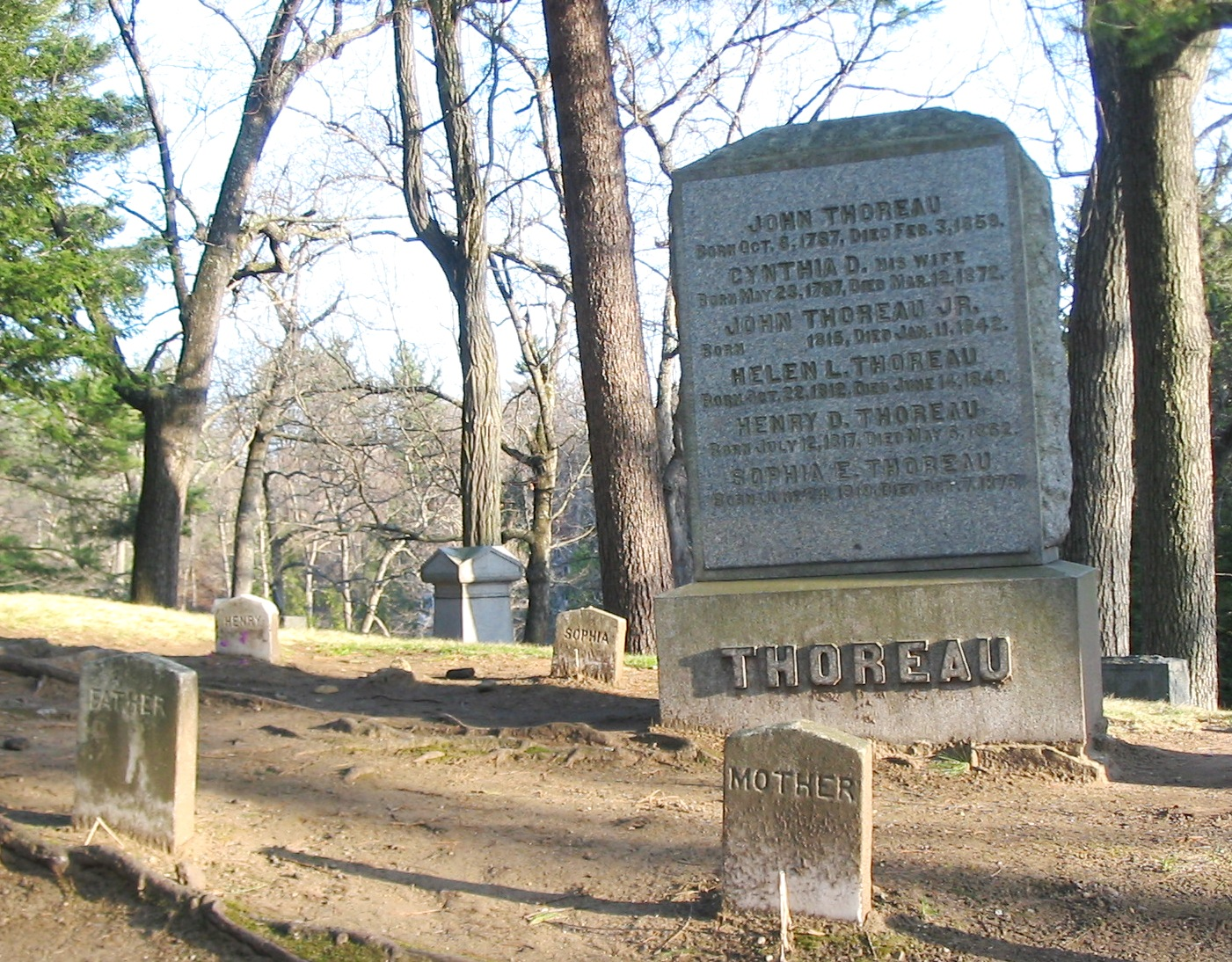
Thoreaus Grab auf dem Sleepy Hollow Cemetery in Concord, Massachusetts

Thoreau hatte sich 1835 mit Tuberkulose infiziert, die Krankheit trat aber nur sporadisch in Erscheinung. 1859 kam eine Bronchitis hinzu, nachdem Thoreau nachts bei stürmischem Regen unterwegs gewesen war. Danach verschlechterte sich sein Gesundheitszustand zusehends. In den letzten Jahren arbeitete er an noch unveröffentlichten Werken (vor allem The Maine Woods and Excursions). Er schrieb Briefe und Tagebucheinträge, bis er zu schwach dazu wurde. Seine Freunde staunten über die Gelassenheit, mit der Thoreau seinem Ende entgegensah. Er starb 1862 im Alter von 44 Jahren.

### Der Mensch
Ralph Waldo Emerson schildert 1862 seinen Freund Thoreau:

„Er führte ein Leben voller Entsagungen wie nur wenige Menschen. Er hatte keinen Beruf erlernt und lebte allein. Von einem schönen Haus, Kleidung, Sitten und Gesprächen höchst kultivierter Menschen hielt er nichts. Er traf sich lieber mit einem ‚guten Indianer‘. Alles, was mit Indianern zusammenhing, war für ihn wichtig. Zeitlebens hatte er kein einziges Laster. Wenn er mit anderen Menschen zusammen war, widersprach er ihnen fortlaufend, was für andere wie eine Abkühlung wirkte und ihnen die Annäherung an Thoreau erschwerte. In frühen Schriftstücken war es auch eine rhetorische Methode von ihm, gegensätzliche Stellungnahmen einzunehmen und beide zu begründen. Zu jungen Menschen fühlte er sich eher hingezogen. Ebenso zu Bauern, die sein praktisches Wissen schätzten. Er sprach nichts als die Wahrheit und handelte auch entsprechend. Er durchdrang das Thema eines Gesprächs sofort und erkannte die Schranken seiner Gesprächspartner. Er kannte keinen Respekt vor den Meinungen anderer Personen oder Parteien und huldigte ausschließlich der Wahrheit selbst. Aus einer einzigen Tatsache konnte er nach Emerson wie kein anderer rasch universelle Gesetze ableiten. Sein Wissen über die Geheimnisse der Natur und ihre Zusammenhänge war umfassend. Eine große ‚Waffe‘ war seine Geduld. Er konnte lange reglos dasitzen, bis die Tiere sich ihm näherten und er ihr Verhalten beobachten konnte. Er liebte die Natur so sehr, war so glücklich in ihrer Einsamkeit, dass er Städte mit Argwohn betrachtet und glaubte, dass deren Luxus und Verlockungen den Menschen und seine Umwelt zugrunde richteten.“

Sein Verhältnis zu Frauen gilt als distanziert, von intimen Beziehungen ist nichts bekannt. Obwohl die Debatte über Frauenrechte auch in seinem Umfeld geführt wurde, z. B. durch Margaret Fuller, spiegelt sich dieser Aspekt gesellschaftlicher Ungleichheit in seinem Werk in keiner Weise wider.

## Rezeption
Zu seinen Lebzeiten hatten Thoreaus Schriften relativ wenig Einfluss auf das politische Geschehen in den USA. Ralph Waldo Emerson schrieb über Thoreau bei dessen Tod: „Noch nie hat ein so wahrer Amerikaner gelebt wie Thoreau.“ Der Brite Robert Louis Stevenson hingegen nannte 1880 Thoreau „den eigenwilligen Mann aus Concord einen Drückeberger“. Er räumte aber auch ein, „Es gab weniges, das Thoreau nicht beherrschte. Er konnte ein Haus bauen, ein Boot … oder ein Buch. Er war Landvermesser, Gelehrter, und er konnte fast alles mit ungewöhnlicher Genauigkeit tun.“
Spätere Generationen taten sich leichter als die Zeitgenossen, in dem „Gesellschaftsrebellen“ Positives zu entdecken. So fanden libertär eingestellte Bürger bei Thoreau eine Bestätigung für ihre Aufrufe gegen staatliche Gängelung. Naturschützer und Ökologen waren begeistert von seinen Tiraden gegen materialistisches Profitdenken. Verfechter politischer Emanzipation wie Mahatma Gandhi bis zu den linken Studenten von 1968 erklärten ihn zum Vorbild.
Heute ist Thoreau zu einer Art US-amerikanischer Konsensfigur geworden, die zwar meist in linken Kreisen, aber durchaus auch von als eher konservativ geltenden Denkern gern zitiert wird. Er gilt heute als Schriftsteller auch in formaler Hinsicht als eine der markantesten Gestalten der klassischen amerikanischen Literatur. Als „sorgfältig feilender Stilist, als hervorragender Sprachkünstler“ hat er durch die für ihn charakteristische Essayform „auf Generationen amerikanischer Schriftsteller anregend gewirkt“.
Thoreau fand durch seine Beiträge Beachtung im amerikanischen Anarchismus, etwa bei Emma Goldman.
(44597) Thoreau, ein Asteroid des inneren Hauptgürtels, ist nach ihm benannt.

## Werke (auf Deutsch)
- Die Welt und ich. Aus den Tagebüchern, Schriften und Briefen. Übersetzt von Fritz Krökel. Bertelsmann, Gütersloh 1951.
  - Neuere Auswahl: Aus den Tagebüchern (1837–1861). Übersetzt von Susanne Schaup. Tewes, Oelde 1996, ISBN 3-9802257-1-2.
- Über die Pflicht zum Ungehorsam gegen den Staat und andere Essays. Übersetzt von Walter E. Richartz. Diogenes, Zürich 2010, ISBN 978-3-257-06460-5.
- Walden oder Leben in den Wäldern. Übersetzt von Emma Emmerich und Tatjana Fischer. Diogenes, Zürich 1971, ISBN 3-257-20019-6.
  - Auch als: Walden oder Hüttenleben im Walde. Übersetzt von Fritz Güttinger. Manesse, Zürich 1972, ISBN 3-7175-1440-7.
  - Auch als: Walden. Ein Leben mit der Natur. Übersetzt von Erika Ziha. Dtv, München 1999, ISBN 3-423-12684-1.
  - Auch als: Walden. Übersetzt von Emma Emmerich. Neuauflage der dt. Erstausgabe (1897), Der andere Trommler, Berlin 2017, ISBN 978-3-944292-01-4.
- Leben aus den Wurzeln. Herder, Freiburg im Breisgau 1978, ISBN 3-451-07655-1.
- Vom Wandern. Übersetzt von Heiner Feldhoff. Verlag der Manufactur, Horn am Externsteine 1983, ISBN 3-88080-023-5.
  - Auch als: Vom Spazieren. Ein Essay. Übersetzt von Dirk van Gunsteren. Diogenes, Zürich 2004, ISBN 3-257-23463-5.
  - Auch als: Vom Wandern. Übersetzt von Ulrich Bossier. Reclam, Stuttgart 2014, ISBN 978-3-15-019074-6.
- Denken mit Henry David Thoreau. Diogenes, Zürich 2008, ISBN 978-3-257-23739-9.
- Die Wildnis von Maine. Eine Sommerreise. Jung und Jung, Salzburg/Wien 2012, ISBN 978-3-902497-98-7.
- Wilde Früchte. Manesse, München 2012, ISBN 978-3-7175-6006-7.
- Bradley P. Dean (Hrsg.); Briefe an einen spirituellen Sucher. Turia + Kant, Wien/Berlin 2012, ISBN 978-3-85132-680-2.
- Wildäpfel. Übersetzt von Susanne Schaup. Verlagsbuchhandlung S. Göbel 2012, ISBN 978-3-940203-06-9.
- Herbstfarben • Ein Winterspaziergang. Übersetzt von Susanne Schaup. Verlagsbuchhandlung S. Göbel 2016, ISBN 978-3-940203-09-0.
- Ich befuhr einen Fluss bei günstigen Winden. Eine Bootfahrt auf dem Concord und Merrimack. Aus dem Amerikan. übertr., mit einer Einf. und einem Anh. von Susanne Schaup. Der andere Trommler, Berlin 2013, ISBN 978-3-944292-00-7.
- Kap Cod. Mit einem Essay von Ilija Trojanow. Herausgegeben und aus dem Amerikanischen übersetzt von Klaus Bonn. Residenz Verlag, St. Pölten / Salzburg / Wien 2014, ISBN 978-3-7017-1615-9.
- Lob der Wildnis. Übersetzt von Esther Kinsky, Matthes & Seitz, Berlin 2014, ISBN 978-3-88221-076-7.
- Tagebuch I. Übersetzt von Rainer G. Schmidt, Matthes & Seitz, Berlin 2016, ISBN 978-3-95757-147-2.
- Ktaadn. Mit einem Essay von Ralph Waldo Emerson. Jung und Jung. 2017, ISBN 978-3-99027-092-9.
- Leben ohne Grundsätze. Essay. (Orig.: Life without Principle, 1851.) Übersetzt von Peter Kleinhempel. Mit einem Nachwort von Frank Schäfer. Limbus, Innsbruck 2017, ISBN 978-3-99039-117-4.
- Tagebuch II, übersetzt von Rainer G. Schmidt, Matthes & Seitz, Berlin 2017, ISBN 978-3-95757-433-6.
- Tagebuch III, übersetzt von Rainer G. Schmidt, Matthes & Seitz, Berlin 2018, ISBN 978-3-95757-172-4.
- Tagebuch IV, übersetzt von Rainer G. Schmidt, Matthes & Seitz, Berlin 2019, ISBN 978-3-95757-750-4.
- Tagebuch V, übersetzt von Rainer G. Schmidt, Matthes & Seitz, Berlin 2022, ISBN 978-3-95757-174-8.